# Флавій Урс
Флавій Урс (*Flavius Ursus, д/н — після 338) — державний і військовий діяч Римської імперії.

## Життєпис
За походженням був германцем, але з якого саме племені невідомо. Ймовірно, за кремезність і зріст дістав свій когномен Урс — «Ведмідь». У переказах про святого Миколая згадується якийсь Урс, якого Костянтин I відправив спільно зі своїм шваґром Вірієм Непоціаном для приборкання повстання тайфалів у Фригії. Автори Prosopography of the Later Roman Empire вважають можливою ідентифікацію Флавія Урса з Урсом, що згадується як магістр армії в листі лікаря Апсірта.
Після смерті Костянтина I спільно з Флавієм Аблабієм і Флавієм Полемієм влаштував заколот легіонерів, внаслідок якого знищили всіх родичів померлого імператора, окрім синів Костянтина II, Константа і Констанція II, яких оголосили імператорами. Після цього разом з Полемієм організував змову проти Аблабія. Завдяки цьому було ліквідовано вплив військових при імператорському дворі. На вдячність Флавія Урса у 338 році призначено консулом разом з Флавієм Полемієм. Подальша доля невідома.